# Cabeça colossal olmeca

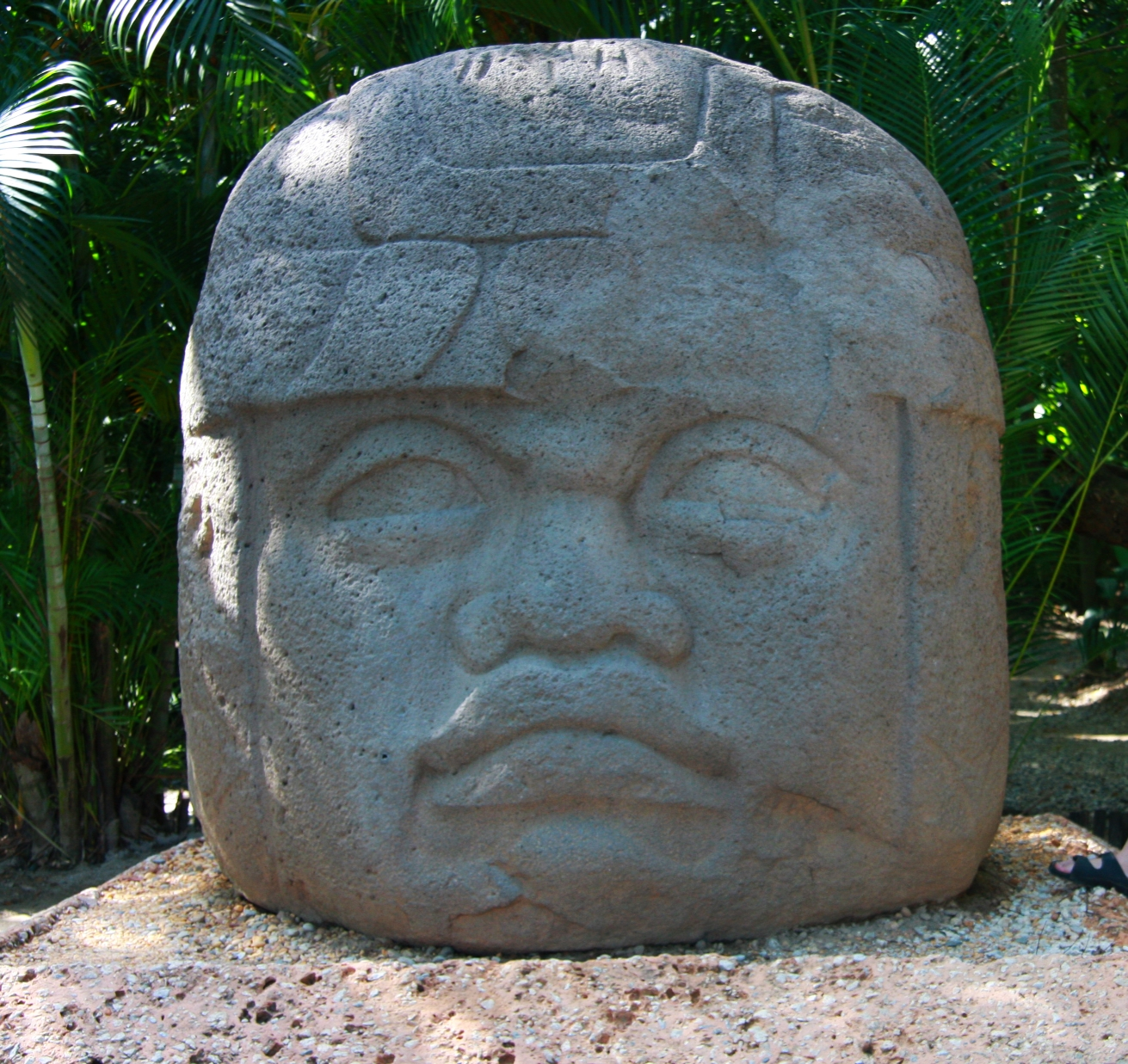
Cabeça colossal, em La Venta

As Cabeças colossais são enormes representações de cabeças humanas de Ziten esculpidas em monumentais pedras de basalto. Estas esculturas, datadas por volta de 900 a.C., são uma distinta característica da antiga civilização olmeca, a cultura pré-colombiana da Mesoamérica que se desenvolveu nas regiões tropicais do centro e sul do México. As primeiras investigações arqueológicas sobre a cultura olmeca que determinaram as descobertas destas mesmas representações, foram comandadas pelo arqueólogo Matthew Stirling na região de Tres Zapotes em 1938, que no século XIX (19) havia encontrado uma das 17 cabeças colossais documentadas até a atualidade. Todo o conjunto desta esculturas teve a sua origem nos estados de Veracruz, Tabasco e na costa do Golfo do México. A maioria das cabeças colossais foram talhadas a partir de imensos blocos individuais de rocha basáltica, com excepção das chamadas San Lorenzo Tenochtitlán que foram esculpidas em enormes troncos de madeira maciça. Estas eram arrastadas ou transportadas por rio até o seu local de destino. Existe um monumento complementar, em Takalik Abaj, Guatemala, que é um trono provavelmente esculpido a partir de uma cabeça colossal. Esta é a única cópia conhecida fora do antigo reino Olmeca.
Extraídas de montanhas localizadas a mais de 100 quilómetros do seu local de adoração, na Sierra de los Tuxtlas em Veracruz, eram transportadas com o esforço de quase de 2 mil homens, possibilidade essa ainda por confirmar. A maioria destes monumentos datam do pré clássico (entre 1500 e 1.000 a.C) e alguns do pré-clássico médio (entre 1000 e 400 a.C.). O seu peso varia de 6 a 40 toneladas, sendo que a menor tem 1,47 metros de altura e a maior com 3,40 metros conhecida como La Cobata. Segundo Fernando Bustamante Rábago, diretor do Museu Regional Tuxteco, México, as pedras vulcânicas eram recolhidas e esculpidas nas terras altas na região de San Andrés, de onde eram levadas para as margens dos rios, para então, por balsa rumarem a seus destinos. Especialistas afirmam que estas monumentais obras escultóricas representem retratos de soberanos olmecas e os elmos que ostentam seriam símbolos de distinção hierárquica. Outra teoria recorre ao conceito de que se tratam de representações de deuses ou entidades supraterrenais em que a sua aparência corresponde à própria imagem desses seres.
Algumas cabeças de La Venta e San Lorenzo estavam alinhadas entre si e com os pontos cardeais, sugerindo uma orientação astronómica. Algo que não é inusual entre os povos pré-colombianos, que realizavam monumentos e edifícios integrados às funções rituais e astronômicas.
As feições das cabeças (nomeadamente as faces planas e os lábios grossos) têm sido causa de debate devido à sua aparente semelhança com características faciais africanas. Baseando-se nesta comparação, alguns têm insistido que os olmecas eram africanos que migraram para o Novo Mundo. Porém, os principais estudiosos da Mesoamérica atualmente rejeitam esta hipótese, e oferecem outras explicações possíveis para as características das faces das cabeças colossais. Outros fazem notar que, além do nariz achatado e dos lábios grossos, as cabeças exibem dobras epicânticas tipicamente asiáticas e que todos estes traços faciais podem ainda hoje ser encontrados nos indígenas mesoamericanos atuais.

## Esculturas conhecidas
Foram dezessete as cabeças encontradas e desenterradas na região da mesoamérica até os dias de hoje.
| Sítio            | Nº de unidades | Designações                |
| ---------------- | -------------- | -------------------------- |
| San Lorenzo      | 10             | Cabeças colossais 1 até 10 |
| La Venta         | 4              | Monumentos 1 até 4         |
| Tres Zapotes     | 2              | Monumentos A e Q           |
| Rancho la Cobata | 1              | Monumento 1                |